# روز جهانی نجوم

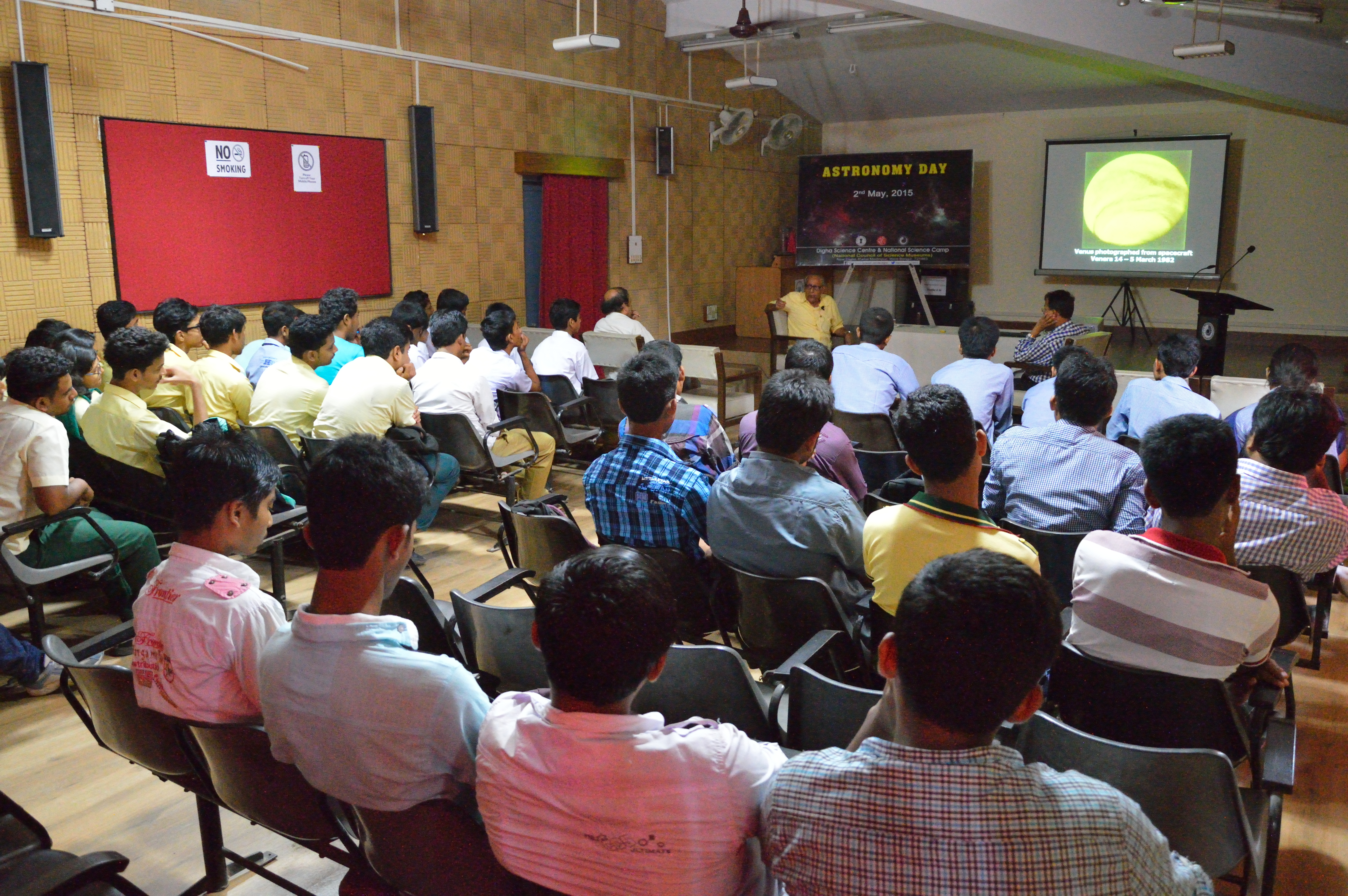
جشن روز نجوم در بنگال غربی، هند

روز و هفتهٔ جهانی نجوم از سال ۱۹۷۳ میلادی با هدف ترویج علم و آشنایی عموم مردم با علم نجوم و تبادل نظر با فعالان جامعه نجوم در دنیا برگزار می‌گردد.
روز جهانی نجوم، هرساله، در یکی از روزهای تعطیل آخر هفته مابین ۱۵ آوریل (۲۶ فروردین) تا ۱۸ مه (۲۸ اردیبهشت) که ماه در وضعیت تربیع اول یا گام نخست قرار دارد، انتخاب می‌شود. این روز در کشورهای خارجی شنبه یا یکشنبه و در ایران جمعه می‌باشد.
عموما روز نجوم، شنبه و از دوشنبه قبل از آن تا یکشنبه بعد از آن، به عنوان هفته جهانی ستاره‌شناسی تعیین شده‌است.

## رویداد های کنونی و آینده
روز جهانی نجوم در ایران در سال ۱۴۰۴، روز جمعه ۱۲ اردیبهشت ماه و همچنین از روز دوشنبه ۸ الی ۱۵ اردیبهشت ماه نیز هفته نجوم میباشد.
| سال  | فصل   | روز جهانی نجوم | تربیع نخست ماه |
| ۱۴۰۵ | بهار  | ۲۱ اردیبهشت    | ۲ خرداد        |
| ۱۴۰۵ | پاییز | ۲۸ شهریور      | ۲۷ شهریور      |
| ۱۴۰۴ | بهار  | ۱۳ اردیبهشت    | ۱۴ اردیبهشت    |
| ۱۴۰۴ | پاییز | ۵ مهر          | ۷ مهر          |

## رویداد های گذشته
| سال  | فصل   | روز جهانی نجوم | تربیع نخست ماه |
| ۱۳۸۴ | بهار  | ۲۷ فروردین     | ۲۷ فروردین     |
| ۱۳۸۵ | بهار  | ۱۶ اردیبهشت    | ۱۵ اردیبهشت    |
| ۱۳۸۶ | بهار  | ۱ اردیبهشت     | ۴ اردیبهشت     |
| ۱۳۸۷ | بهار  | ۲۱ اردیبهشت    | ۲۳ اردیبهشت    |
| ۱۳۸۸ | بهار  | ۱۲ اردیبهشت    | ۱۱ اردیبهشت    |
| ۱۳۸۹ | بهار  | ۴ اردیبهشت     | ۱ اردیبهشت     |
| ۱۳۸۹ | پاییز | ۲۴ مهر         | ۲۲ مهر         |
| ۱۳۹۰ | بهار  | ۱۷ اردیبهشت    | ۲۰ اردیبهشت    |
| ۱۳۹۰ | پاییز | ۹ مهر          | ۱۱ مهر         |
| ۱۳۹۱ | بهار  | ۹ اردیبهشت     | ۱۱ اردیبهشت    |
| ۱۳۹۱ | پاییز | ۲۹ مهر         | ۳۰ مهر         |
| ۱۳۹۲ | بهار  | ۳۱ فروردین     | ۲۹ فروردین     |
| ۱۳۹۲ | پاییز | ۲۱ مهر         | ۱۹ مهر         |
| ۱۳۹۳ | بهار  | ۲۰ اردیبهشت    | ۱۷ اردیبهشت    |
| ۱۳۹۳ | پاییز | ۱۲ مهر         | ۹ مهر          |
| ۱۳۹۴ | بهار  | ۵ اردیبهشت     | ۵ اردیبهشت     |
| ۱۳۹۴ | پاییز | ۲۸ شهریور      | ۳۰ شهریور      |
| ۱۳۹۵ | بهار  | ۲۵ اردیبهشت    | ۲۴ اردیبهشت    |
| ۱۳۹۵ | پاییز | ۱۷ مهر         | ۱۸ مهر         |
| ۱۳۹۶ | بهار  | ۹ اردیبهشت     | ۱۲ اردیبهشت    |
| ۱۳۹۶ | پاییز | ۸ مهر          | ۵ مهر          |
| ۱۳۹۷ | بهار  | ۱ اردیبهشت     | ۲ اردیبهشت     |
| ۱۳۹۷ | پاییز | ۲۱ مهر         | ۲۴ مهر         |
| ۱۳۹۸ | بهار  | ۲۱ اردیبهشت    | ۲۱ اردیبهشت    |
| ۱۳۹۸ | پاییز | ۱۳ مهر         | ۱۳ مهر         |
| ۱۳۹۹ | بهار  | ۱۳ اردیبهشت    | ۱۱ اردیبهشت    |
| ۱۳۹۹ | پاییز | ۵ مهر          | ۲ مهر          |
| ۱۴۰۰ | بهار  | ۲۵ اردیبهشت    | ۲۹ اردیبهشت    |
| ۱۴۰۰ | پاییز | ۱۷ مهر         | ۲۰ مهر         |
| ۱۴۰۱ | بهار  | ۱۷ اردیبهشت    | ۱۸ اردیبهشت    |
| ۱۴۰۱ | پاییز | ۹ مهر          | ۱۰ مهر         |
| ۱۴۰۲ | بهار  | ۹ اردیبهشت     | ۷ اردیبهشت     |
| ۱۴۰۲ | پاییز | ۱ مهر          | ۳۱ شهریور      |
| ۱۴۰۳ | بهار  | ۲۸ اردیبهشت    | ۲۵ اردیبهشت    |
| ۱۴۰۳ | پاییز | ۲۱ مهر         | ۱۹ مهر         |

لیگ نجومی رویداد حضوری در سال ۱۳۹۹ ( ۲۰۲۰ میلادی ) را به دلیل همه گیری جهانی ویروس کووید-۱۹ لغو کرد. برخی از سازمان ها، مانند رصدخانه لوول، میزبان رویدادهای مجازی برای ادامه این روز بودند.

## فرهنگ سازی و هفته نجوم ایران
سالیانه انجمن نجوم ایران برنامه هایی برای یادکرد از روز ها و هفته ی نجوم ایجاد میکند که انجمن های نجوم از آن پیروی کرده و هفته نجوم را جشن میگیرند :‍

### آسمان شب، آموزش و ترویج علم، سال ۱۴۰۴
سال ۱۴۰۴ انجمن نجوم ایران به دلیل همزمانی روز نحوم با روز جهانی معلم شعار این روز را آسمان شب، آموزش و ترویج علم ناگذاری کرد. این انجمن از ت‍مامی گروه های نجومی در سراسر کشور برای ثبت برنامه های خود، در سامانه آنلاین ویژه هفته نجوم دعوت کرد.
در این هفته برنامه هایی با هدف ترویج علم نجوم و آشنایی بیشتر مردم با شگفتی های آسمان شب در سراسر کشور انجام شد.

### روز های هفته نجوم، سال ۱۴۰۳
سال ۱۴۰۳ در ایران، انجمن نجوم ایران روزهای هفته نجوم را با یک عنوان منحصر به فرد یاد کرد، عنوان های انتخاب شده سال ۱۴۰۳ :
- روز نخست : نجوم راهنمای زندگی
- روز دوم : نجوم، گرامیداشت زمین و حفظ آسمان تاریک
- روز سوم : نجوم، نجوم و هوش مصنوعی
- روز جهارم : نجوم، علوم شهروندی و نقش دانشوندان ( شهروند دانشمند )
- روز پنجم : نجوم و دانشمند ایرانی ( به مناسبت بزرگداشت خیام )
- روز ششم : نجوم فراتر از مرز ها
- روز هفتم و پایانی : نجوم ایران، همبستگی و تعامل